# SLC25A40
SLC25A40 (англ. Solute carrier family 25 member 40) – білок, який кодується однойменним геном, розташованим у людей на 7-й хромосомі. Довжина поліпептидного ланцюга білка становить 338 амінокислот, а молекулярна маса — 38 125.
| 10         |  | 20         |  | 30         |  | 40         |  | 50         |
| ---------- |  | ---------- |  | ---------- |  | ---------- |  | ---------- |
| MDPETRGQEI |  | IKVTPLQQML |  | ASCTGAILTS |  | VIVTPLDVVK |  | IRLQAQNNPL |
| PKGKCFVYSN |  | GLMDHLCVCE |  | EGGNKLWYKK |  | PGNFQGTLDA |  | FFKIIRNEGI |
| KSLWSGLPPT |  | LVMAVPATVI |  | YFTCYDQLSA |  | LLRSKLGENE |  | TCIPIVAGIV |
| ARFGAVTVIS |  | PLELIRTKMQ |  | SKKFSYVELH |  | RFVSKKVSED |  | GWISLWRGWA |
| PTVLRDVPFS |  | AMYWYNYEIL |  | KKWLCEKSGL |  | YEPTFMINFT |  | SGALSGSFAA |
| VATLPFDVVK |  | TQKQTQLWTY |  | ESHKISMPLH |  | MSTWIIMKNI |  | VAKNGFSGLF |
| SGLIPRLIKI |  | APACAIMIST |  | YEFGKAFFQK |  | QNVRRQQY   |  |            |

A: Аланін

C: Цистеїн

D: Аспарагінова кислота

E: Глутамінова кислота

F: Фенілаланін

G: Гліцин

H: Гістидин

I: Ізолейцин

K: Лізин

L: Лейцин

M: Метіонін

N: Аспарагін

P: Пролін

Q: Глутамін

R: Аргінін

S: Серин

T: Треонін

V: Валін

W: Триптофан

Задіяний у такому біологічному процесі, як транспорт. 
Локалізований у мембрані, мітохондрії, внутрішній мембрані мітохондрії.